# Liste des planètes mineures non numérotées découvertes en août 2007
Pour un article plus général, voir Liste des planètes mineures non numérotées découvertes en 2007.
Pour un article plus général, voir Liste des planètes mineures.
Cet article dresse la liste des planètes mineures (astéroïdes, centaures, objets transneptuniens et assimilés) non numérotées découvertes en août 2007 dans l'ordre de leur découverte.
Au 15 janvier 2025, 661 077 des 1 434 993 planètes mineures répertoriées par le Centre des planètes mineures ne sont pas encore numérotées, soit 46,07 %.

## Rappel concernant la désignation provisoire
La désignation provisoire indique l'ordre de découverte de ces objets. En effet, cette désignation est composée de l'année de découverte (par exemple 2007) suivie de la quinzaine (demi-mois) de découverte (p.e. A = 1-15 janvier) puis de l'ordre de découverte dans cette quinzaine. Cet ordre est indiqué par une lettre et éventuellement un chiffre comme suit : A pour la première découverte, B pour la deuxième, ..., Z pour la 25e (le I n'est pas utilisé pour éviter la confusion avec 1), A1 pour la 26e, B1 pour la 27e, etc. , Z1 pour la 50e, A2 pour la 51e, B2 pour la 52e, etc. L'ordre de la numérotation ne suit donc pas l'ordre alphanumérique. 2007 AA1 suit ainsi 2007 AZ et précède 2007 AB1.

## Liste

### Du1erau 15 août 2007
- 2007 PF
- 2007 PQ
- 2007 PF2
- 2007 PQ2
- 2007 PQ4
- 2007 PU4
- 2007 PO6
- 2007 PE7
- 2007 PM7
- 2007 PB8
- 2007 PD8
- 2007 PE8
- 2007 PN8
- 2007 PQ8
- 2007 PP9
- 2007 PQ9
- 2007 PR9
- 2007 PS9
- 2007 PR10
- 2007 PT10
- 2007 PJ11
- 2007 PM11
- 2007 PY12
- 2007 PV15
- 2007 PY15
- 2007 PF19
- 2007 PQ21
- 2007 PG23
- 2007 PG25
- 2007 PQ25
- 2007 PR25
- 2007 PS25
- 2007 PV26
- 2007 PZ26
- 2007 PV27
- 2007 PX27
- 2007 PB28
- 2007 PF28
- 2007 PY28
- 2007 PK29
- 2007 PK30
- 2007 PV30
- 2007 PM31
- 2007 PP31
- 2007 PE32
- 2007 PC39
- 2007 PX40
- 2007 PM41
- 2007 PN41
- 2007 PR41
- 2007 PS41
- 2007 PU41
- 2007 PV41
- 2007 PY41
- 2007 PR42
- 2007 PR43
- 2007 PJ44
- 2007 PQ44
- 2007 PS44
- 2007 PP46
- 2007 PT46
- 2007 PC47
- 2007 PL48
- 2007 PD50
- 2007 PR50
- 2007 PS50
- 2007 PA52
- 2007 PC52
- 2007 PD52
- 2007 PE52
- 2007 PK52
- 2007 PM52
- 2007 PS52
- 2007 PT52
- 2007 PU52
- 2007 PY52
- 2007 PF53
- 2007 PJ53
- 2007 PK53
- 2007 PL53
- 2007 PN53
- 2007 PP53
- 2007 PS53
- 2007 PT53
- 2007 PU53
- 2007 PV53
- 2007 PW53
- 2007 PB54
- 2007 PC54
- 2007 PD54
- 2007 PE54
- 2007 PF54
- 2007 PJ54
- 2007 PK54
- 2007 PM54
- 2007 PO54
- 2007 PP54
- 2007 PQ54
- 2007 PS54
- 2007 PV54
- 2007 PW54
- 2007 PX54
- 2007 PZ54
- 2007 PA55
- 2007 PC55
- 2007 PE55
- 2007 PG55
- 2007 PH55
- 2007 PK55
- 2007 PL55
- 2007 PN55
- 2007 PO55
- 2007 PQ55
- 2007 PS55
- 2007 PT55
- 2007 PU55
- 2007 PV55
- 2007 PY55
- 2007 PZ55
- 2007 PA56
- 2007 PB56
- 2007 PC56
- 2007 PD56
- 2007 PF56
- 2007 PG56
- 2007 PH56
- 2007 PJ56
- 2007 PK56
- 2007 PL56
- 2007 PM56
- 2007 PN56
- 2007 PQ56

### Du 16 au 31 août 2007
- 2007 QA1
- 2007 QA2
- 2007 QK2
- 2007 QP2
- 2007 QS2
- 2007 QC3
- 2007 QE3
- 2007 QF3
- 2007 QN4
- 2007 QO4
- 2007 QP4
- 2007 QP5
- 2007 QZ5
- 2007 QE7
- 2007 QM7
- 2007 QP8
- 2007 QO10
- 2007 QH11
- 2007 QJ11
- 2007 QP11
- 2007 QG12
- 2007 QM12
- 2007 QE13
- 2007 QP13
- 2007 QV13
- 2007 QZ13
- 2007 QL14
- 2007 QQ14
- 2007 QU14
- 2007 QW14
- 2007 QU15
- 2007 QJ16
- 2007 QN17
- 2007 QV17
- 2007 QX17
- 2007 QA18
- 2007 QM18
- 2007 QP18
- 2007 QX18
- 2007 QZ18
- 2007 QA19
- 2007 QD19
- 2007 QN19
- 2007 QR19
- 2007 QS19
- 2007 QT19
- 2007 QV19
- 2007 QW19
- 2007 QX19
- 2007 QY19
- 2007 QA20
- 2007 QD20
- 2007 QE20
- 2007 QF20
- 2007 QG20
- 2007 QK20
- 2007 QL20
- 2007 QM20
- 2007 QN20
- 2007 QO20
- 2007 QP20
- 2007 QQ20
- 2007 QR20
- 2007 QS20
- 2007 QU20
- 2007 QV20
- 2007 QW20
- 2007 QX20
- 2007 QA21
- 2007 QB21
- 2007 QC21
- 2007 QD21
- 2007 QE21
- 2007 QF21
- 2007 QG21
- 2007 QH21
- 2007 QJ21
- 2007 QK21
- 2007 QL21
- 2007 QM21